# Qǐ

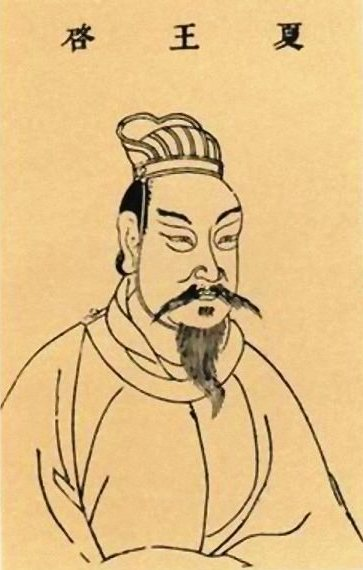
Emperador Qi

Qǐ (启) era el hijo de Yu el Grande y fue el segundo soberano de la Dinastía legendaria Xia. Gobernó durante aproximadamente nueve o diez años.

## Biografía
Según la leyenda, Yu se casó con Nu Jiao, pero solo estuvo con ella tres días, ya que le fue encomendada una gran tarea: frenar la inundación que asolaba el Reino. Mientras Yu trabajaba para detener la inundación, la esposa de Yu había concebido un hijo, al cual llamó Qǐ. Tras trece años, Yu había conseguido finalmente controlar la inundación. Cuando finalmente regresó a casa, el pequeño Qǐ se lanzó precipitadamente a sus brazos.
Yu murió después de 45 años de reinado. Según el historiador Sima Qian, Yu no quería que su hijo fuera rey y tuvo la intención de dar el trono a Boyi, su ministro de Ganadería, pero debido a la influencia de Yu, todos los líderes de los estados de Xia se acercaron admirar a su hijo Qǐ, en vez de a Boyi, por lo que Yu no tuvo otra opción más que pasar el trono a su hijo.
Según los anales de bambú, sin embargo, fue Boyi el que tomó el trono y se hizo Rey de China, pero más tarde Qǐ lo asesinó y secuestró el trono. Después del reinado de Qǐ, Tai Kang le sucedió como monarca.

## Eventos principales
- Qǐ consiguió su trono en el año de Guihai (癸亥), y celebró su inauguración con todos sus vasallos en Juntai (钧台).

- En el segundo año de su régimen, era el primer ministro Boyi el que controlaba el poder.

- Qǐ condujo su ejército a batallas en Youhu (有扈) y en Gan (甘).

- En el sexto año de su régimen, Boyi murió, y Qǐ construyó un templo en su memoria.

- En el octavo año de su régimen, Qǐ envió a Mengtu (孟涂), uno de sus ministros, a Ba (巴).

- En el décimo año de su régimen, él creó un baile llamado Nueve Shao (九韶) en Damu.

- En el 11º año de su régimen, Qǐ desterró a su hijo Wuguan a Xihe.

- En el 15º año de su régimen, Wuguan se rebeló en Westriver. Qǐ envió a su ministro, Shou (寿), que condujo su ejército para luchar contra Wuguan. Finalmente Wuguan se rindió.

Qǐ Murió 16 años después de hacerse con el trono. Algunas fuentes hablan de 10 o 29 años.